# ابراهیم مویلحی
ابراهیم بن عبدالخالق مُوَیلِحی (۱۸۴۶–۱۹۰۶) نویسنده و روزنامه‌نگار مصری بود. پدربزرگش از اهالی مویلح، در حجاز (امروزه استان لحج، در یمن ) بود که به مصر کوچ کرد. ابراهیم خود در قاهره زاده شد و همان‌جا درگذشت. پیشه‌اش تجارت بود، سپس عضو مجلس استیناف شد. مدتی دستگیر شد و پس از آن، چاپخانه‌ای راه انداخت و در روزنامه‌نگاری نیز فعالیت می‌کرد. به دعوت خدیوی اسماعیل به ایتالیا سفر کرد و چند سال آنجا مقیم بود. در اروپا روزنامهٔ الاتحاد و الأنباء را منتشر کرد. در سال ۱۳۰۳ق/۱۸۸۵م به استانبول رفت و عضو مجلس معارف عثمانی شد و ده سال آنجا اقامت داشت. سپس به مصر بازگشت و اثرش ما هنالک (آنچه آنجا بود) را نگاشت که مشاهدات خود از پایتخت عثمانی، استانبول را در آن گردآوری کرد. سپس هفته‌نامهٔ مصباح الشرق را منتشر کرد. مویلحی پیشه‌های گوناگونی را تجربه کرد؛ «روزنامه‌ای نشر می‌داد و آن را می‌بست».